# Rick Dangerous
Rick Dangerous är ett datorspel utvecklat av Core Design och utgivet av Rainbird Software 1989. Spelet fick en uppföljare 1990, Rick Dangerous 2.
Detta är ett plattformsspel där spelaren tar sig rollen som Rick Dangerous, en äventyrlig arkeolog likt Indiana Jones.
Spelet utspelar sig 1945 och man börjar i Sydamerika på jakt efter Goolu-stammen. När spelet börjar jagas man av ett stort stenblock likt en scen i filmen Jakten på den försvunna skatten. Det finns flera arkeologiska skatter man kan plocka upp, vilket ger en poäng. Man är utrustad med en stav, en pistol och dynamit. Nuddar man en fiende förlorar man ett liv, pistolen och dynamiten kan man använda till att få bort fiender. Dynamiten används även till att öppna upp väggar för att kunna komma vidare. Pistolen har ett magasin innehållandes ett begränsat antal kulor, tar de slut måste man hitta nya, samma sak gäller dynamiten. Lådor med pistolkulor och dynamitgubbar finns utspridda på banorna. På banorna finns fällor som dödar en om man inte aktar sig, men fällorna kan också få bort fiender. Senare kommer man till Egypten, även här finns det skatter, fiender och fällor.
Efter dessa två banor far man till slottet Schwarzendumpf i uppdrag att befria krigsfångar. Från fångarna får man veta att fienden planerar ett anfall mot London, så på den sista banan ska man infiltrera en missilbas och hindra dessa planer. På dessa två banor ska man akta sig för nazistsoldater och arga hundar.
På vissa versioner av spelet är det möjligt att spela det i ett svartvitt läge, man aktiverar det genom att hålla mellanslagstangenten intryckt medan spelet laddas.

## Mottagande
Datormagazin tyckte att spelet och dess effekter var av tillfredsställande kvalitet, Amiga-versionen fick 8/10 medan C64-versionen fick 7/10 i betyg.